# Stenygra holmgreni
Stenygra holmgreni är en skalbaggsart som beskrevs av Aurivillius 1909. Stenygra holmgreni ingår i släktet Stenygra och familjen långhorningar. Inga underarter finns listade i Catalogue of Life.